# 招偉立
招偉立，MH（1984年10月28日—）中國香港男子橋牌運動員，輝亞金融集團主席兼創辦人，多次代表中國香港出戰國際賽事，包括多屆亞太橋牌錦標賽、亞洲運動會、世界橋牌大賽及世界橋牌團體錦標賽等。2023年因參加第19屆杭州亞運為中國香港隊贏得橋牌男子團體賽金牌而獲政府頒授榮譽勳章，並於2024年於第16屆世界橋牌大賽中奪得國際雙人賽銀牌。

## 事業發展
招偉立於1984年10月28日在香港出生，曾就讀皇仁書院，後來於香港科技大學主修工商管理財務學，畢業後曾在對沖基金公司DragonBack Capital任職證券交易員，專注於歐美及香港股巿的相對價值及波幅策略投資。2011年，他創立輝亞集團，集團先後於2018年獲《資本雜誌》頒發「第十八屆傑出企業成就獎」，並於2024年獲《BUSINESS INNOVATOR》頒發「創新商業方案大獎」。

## 運動員生涯
招偉立自12歲起對橋牌產生興趣，後活躍於香港及國際橋牌比賽。青年隊時期，他已奪得多項香港賽事冠軍。招偉立曾多次代表中國香港出戰亞太橋牌錦標賽、亞洲運動會、世界橋牌大賽及世界橋牌團體錦標賽等多個重要賽事，並於2021、2022年連續兩屆以破紀錄成績稱霸亞太橋牌錦標賽，成為當時香港持有最高國際橋聯大師分的橋手。2023年9月，他代表中國香港參加2022年亞洲運動會的橋牌比賽，與五名隊友合作奪得男子團體賽金牌，也是香港史上第一面智力運動金牌，因而於2024年獲政府頒授榮譽勳章。同年，他於阿根廷舉辦的第16屆世界橋牌大賽中歴史性與搭檔奪得國際雙人賽銀牌，創下港隊於世界級別比賽中的最佳成績。
除代表中國香港參賽，招偉立也多次贊助香港及國際橋牌賽事，亦經常擔任橋牌裁判、行政、教練及領隊等職務。自2000年起，他開始擔任香港比賽裁判，並於2017年獲取國際橋牌裁判資格。2019年，他創立了香港首間橋牌學校——香港橋藝學院，提供橋牌課程、競賽培訓及賽事領隊等服務。2023年，他獲選中國香港橋牌協會副主席，並於2024年正式擔任青年隊教練一職。